# Johannes Warns

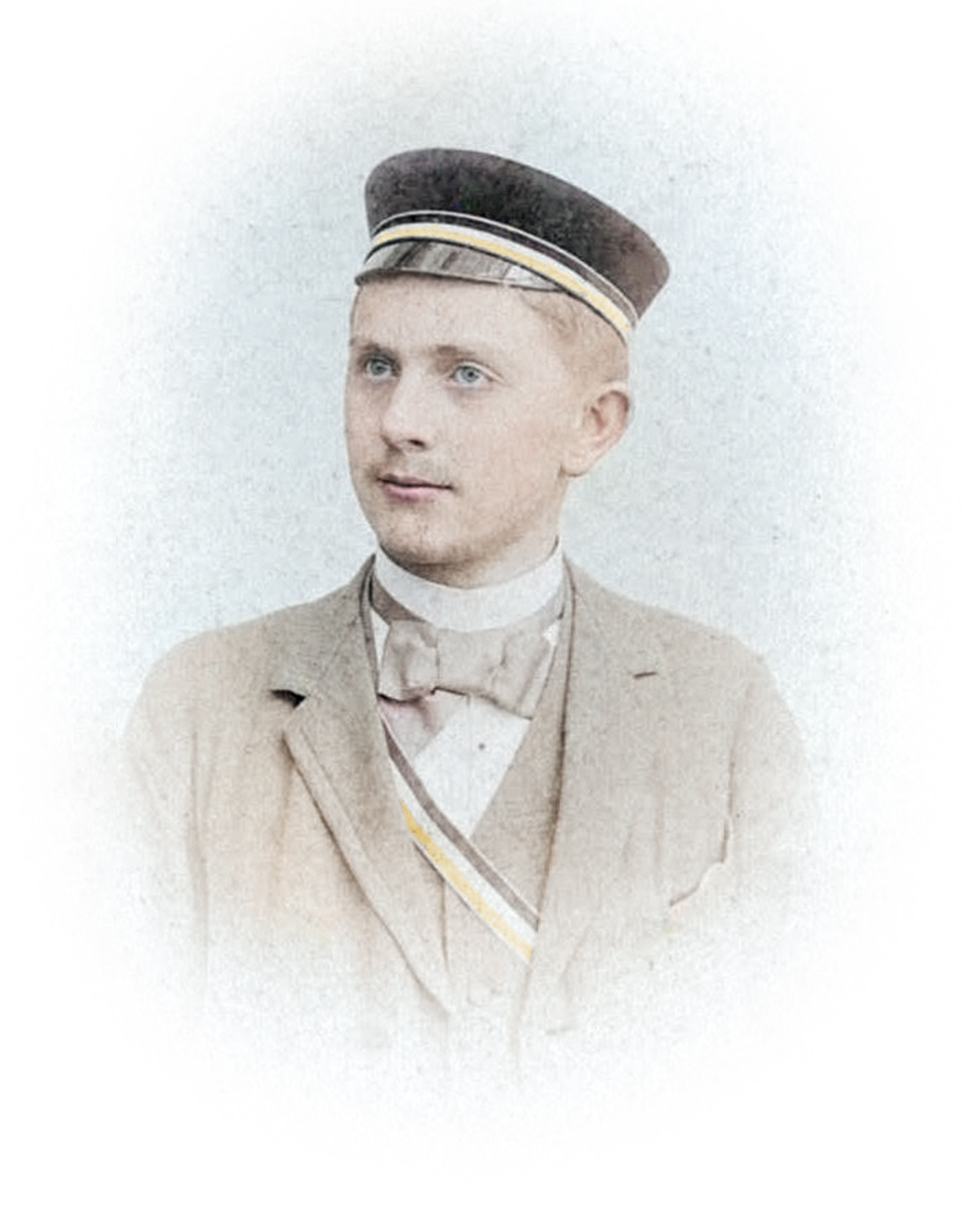
Johannes Warns als Greifswalder Wingolfit, koloriert

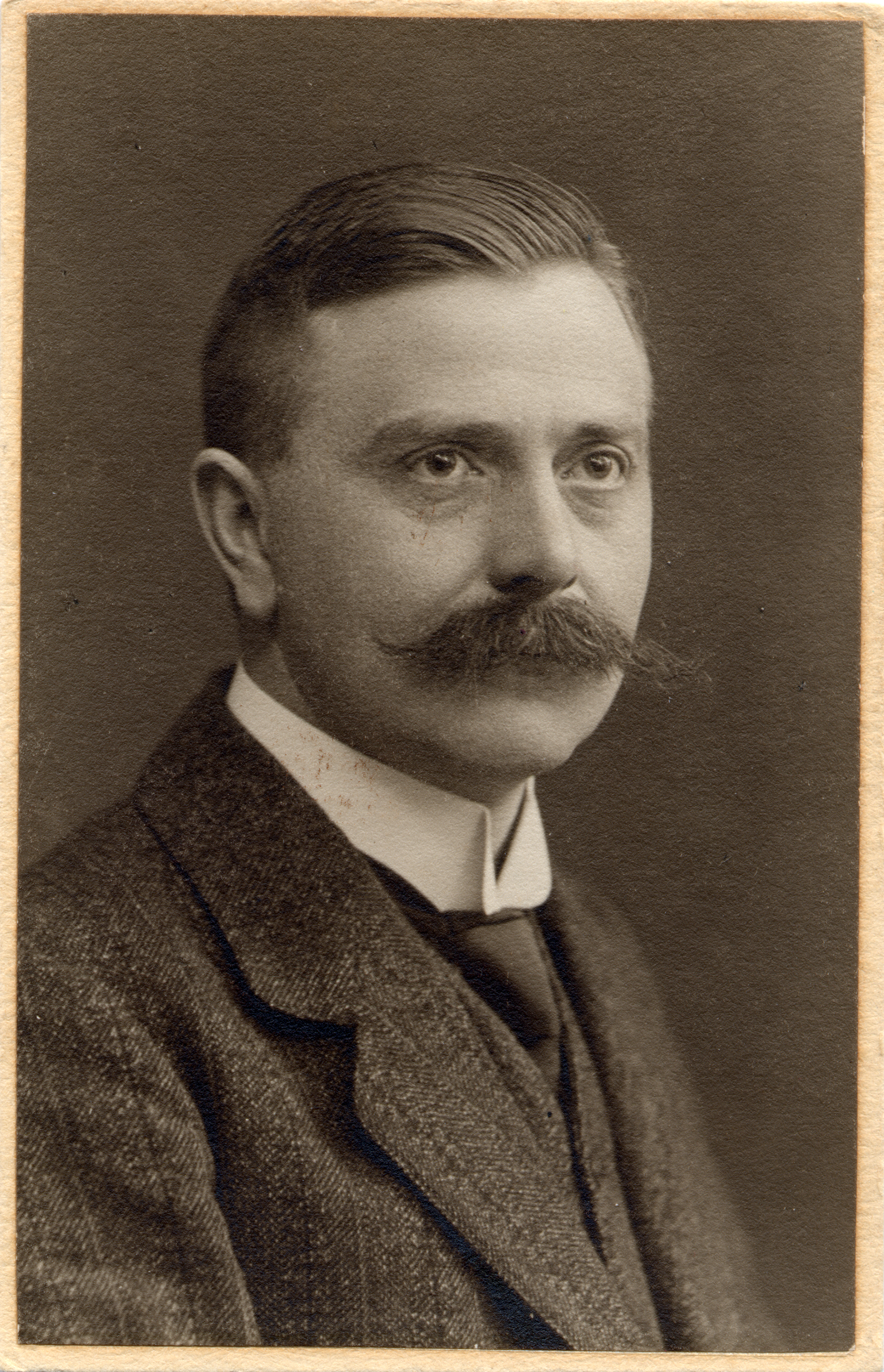
Johannes Warns im mittleren Alter

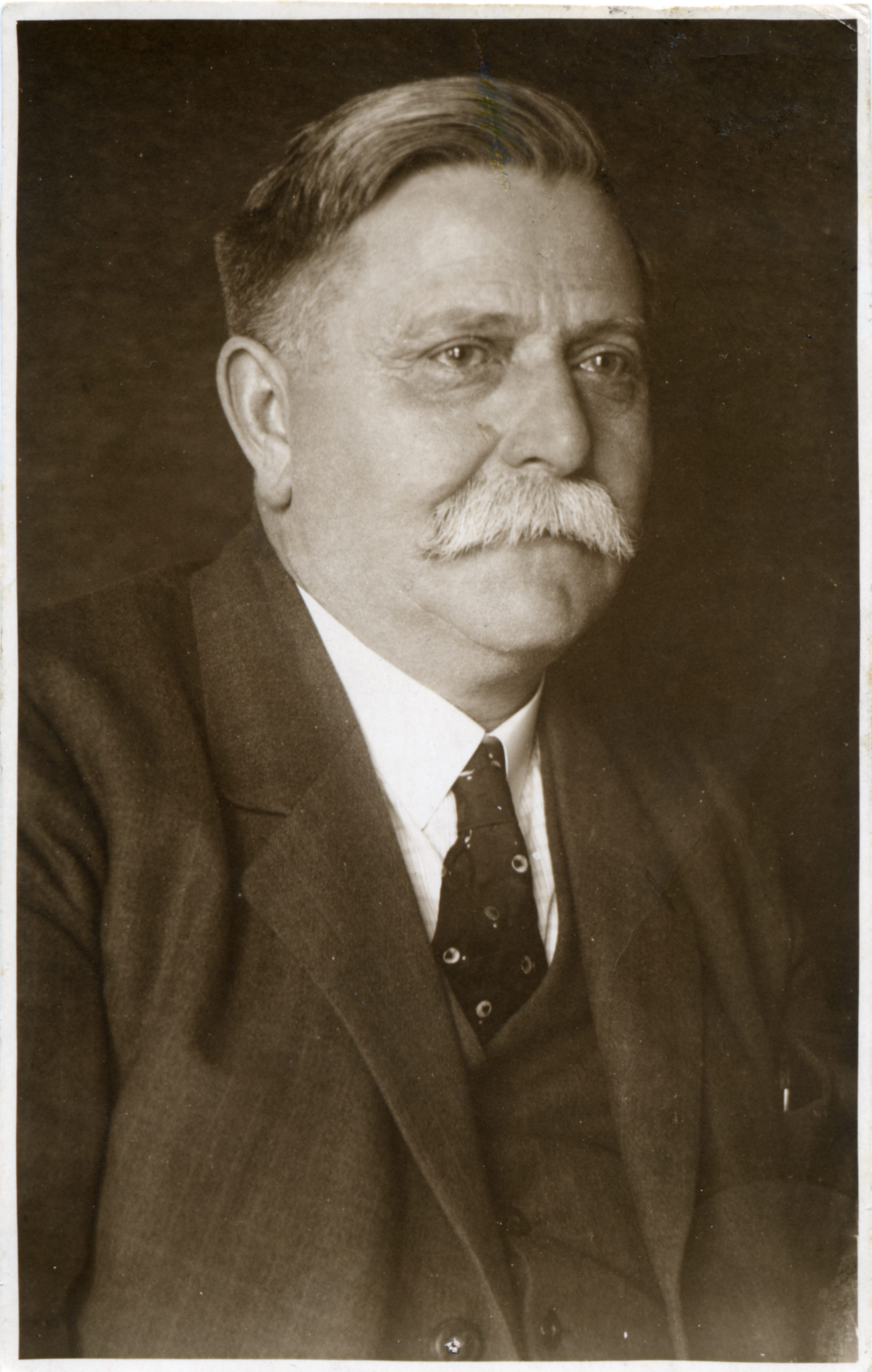
Johannes Warns in höherem Alter

Johannes Warns (* 21. Januar 1874 in Osteel (Ostfriesland); † 27. Januar 1937 in Wiedenest) war ein evangelischer Theologe, Bibelschullehrer und Leiter der Bibelschule Wiedenest (heute Forum Wiedenest).

## Leben
Johannes Warns entstammte einer ostfriesischen Pfarrerfamilie. Sein Vater wirkte als evangelisch-lutherischer Pfarrer in Osteel sowie in Remels. Warns studierte Theologie in Greifswald, Halle, Berlin und Bonn und war Mitglied des Greifswalder, Hallenser, Berliner und Bonner Wingolf. Als junger Vikar wurde er Zeuge einer geistlichen Erweckung innerhalb der evangelischen Kirchengemeinde Schildesche bei Bielefeld. 1905 wurde er als Lehrer an die neu gegründete Berliner „Bibelschule für Innere und Äußere Mission“  berufen, deren Sitz 1919 nach Wiedenest im Oberbergischen verlegt wurde und die heute unter dem Namen Forum Wiedenest bekannt ist. Bis an sein Lebensende 1937 wirkte Warns als deren Leiter.

## Werk
Johannes Warns beschäftigte sich in seinen Schriften mit grundlegenden ekklesiologischen Fragen (u. a. Taufe, Abendmahl, Gemeindeordnung), bei denen er durchweg freikirchliche Standpunkte vertrat. Von Bedeutung ist Warns auch für die Entwicklung und den Aufbau freikirchlicher evangelischer Gemeinden in Osteuropa, zu denen er vor dem Ersten Weltkrieg durch zahlreiche Besuche intensive Kontakte pflegte.

## Schriften
- (Hrsg.:) Wahrheit in der Liebe – Hefte zum Verständnis der Gemeinschaftsbewegung, Berlin 1904–08
- Die Taufe. Gedanken über die christliche Taufe, ihre Geschichte und ihre Bedeutung für die Gegenwart. Eine Erinnerung an Dr. E. Zickendrath, Hamburg 1913 (Dresden 1914, Bad Homburg 1922, Cassel 1922)
- Gedanken über eine schriftgemäße Abendmahlsfeier, Bern 1917, Bad Homburg 1920, Kreuztal 1948
- Staatskirche? Volkskirche? Freikirche? Ein Wegweiser durch die kirchlichen Wirren der Gegenwart für fragende Christen, Bad Homburg 1920
- Rußland und das Evangelium. Bilder aus der evangelischen Bewegung des sogenannten Stundismus, Kassel 1920
- Grenzen der Schriftauslegung, Witten 1922
- (mit Emil Hamburg:) Vergangenheit, Gegenwart und Zukunft im Lichte der Bibel mit 1 Plane, Heltau 1922
- Kurzgefaßtes Lehrbuch des Neutestamentlichen Griechisch für den Schul- und Selbstunterricht, Gotha 1925
- 500 Entwürfe zu biblischen Ansprachen, Bern 1932
- Georg Müller und John Nelson Darby. Ein Rückblick auf den sogenannten Bethesdastreit zu Bristol im Jahre 1848, Wiedenest 1936 (online; PDF; 266 kB)